# Jannie Stalknecht
Jannie Groenendal-Stalknecht (Groningen, 16 oktober 1928 – ?, 25 juli 2017) was een Nederlands jazzzangeres. Zij was de eerste die Groningstalige jazz zong, onder het pseudoniem Martina.

## Leven en werk
Jannie (ook vermeld als Janny) Stalknecht werd geboren in de Groninger Oosterpoortwijk als dochter van Willem Jan Stalknecht en Jantje Buurlage. De kinderen Stalknecht groeiden op met muziek. Vader was naast zijn werk bij de Spoorwegen trompettist in een muziekkorps, broer Roelof (1926-1995) werd een bekend jazzpianist en Jannie en hun jongere zus Rieka zongen, vooral in familiekring.
Via haar broer leerde Stalknecht Jan Groenendal (1925-1994) kennen, die trompet speelde en voorzitter was van de Groninger Jazz Sociëteit. Het stel trouwde in 1954. Pas in februari 1960 trad Jannie naar buiten als zangeres van het ensemble De Thrianta's, onder leiding van radiomaker Tonny M. van der Veen. Ze waren bijna wekelijks te horen op de VARA-radio. In mei 1960 werd de televisietoren Smilde officieel geopend. Ter gelegenheid daarvan werd door de Nederlandse Televisie Stichting, in samenwerking met de Regionale Omroep Noord en Oost (RONO), een tv-programma uitgezonden vanuit de Prins Bernhardhoeve in Zuidlaren. Tijdens de uitzending zong Stalknecht met De Thrianta's en werd verder medewerking verleend door onder andere de Johan Willem Frisokapel en Seth Gaaikema.
Echtgenoot Jan Groenendal vertaalde korte tijd later het nummer Lover come back to me in het Gronings. Het nummer was eerder gezongen door onder anderen Billie Holiday en Ella Fitzgerald. Jannie zong het als Laiverd, kom weer bie mij in Van der Veens radioprogramma, waarna door platenmaatschappij CNR contact werd opgenomen. Snel werden nog drie nummers vertaald, waaronder Bei mir bist du schön van The Andrews Sisters en Sentimental Journey van Doris Day. Het geheel werd opgenomen in de Groninger Remonstrantse kerk en in de zomer van 1960 op een ep uitgebracht, onder de titel Martina zingt bie Martini, waarop zangeres 'Martina' wordt begeleid door het Roelof Stalknecht Trio. De platenmaatschappij vroeg het publiek uit te vinden wie er achter de naam 'Martina' schuil ging en loofde daar prijzen voor uit.  'Martina', Jannie Stalknecht, kreeg landelijke bekendheid met de nummers Laiverd Kom Weer Bie Mie en Allain is moar allain. Ze bleef er nuchter onder en nam zangles. Hoewel er plannen waren om onder eigen naam Engelstalige nummers uit te brengen, is dat er niet van gekomen. In 1974 verscheen wel een Groningstalig verzamelalbum, uitgebracht door Philips, met daarop twee nummers van Jannie Stalknecht, opnieuw begeleid door het trio van haar broer. Haar nummers werden later ook door andere Groningse zangeressen vertolkt.
Stalknecht overleed in 2017, op 88-jarige leeftijd. Ze is opgenomen in de 'Groninger Vrouwengalerij', een initiatief van 'De Verhalen van Groningen' dat in 2019 werd gelanceerd.

## Discografie
- 1960:  Martina zingt bie Martini (CNR), ep met de nummers 
  - Laiverd, kom weer bie mij (Lover come back to me)
  - Allain is moar allain (Bei mir bist du schön)
  - Dien bliede lach (The sunshine of your smile)
  - Terugkiek (Sentimental Journey)
- 1974 Grunneger ploatwerk (Philips), verzamel-lp met twee nummers van Jannie Stalknecht met het Roelof Stalknecht Trio:
  - Boukenlaidje
  - Ik zuik een vent